# Estádio Beira-Rio
Estadio Beira-Rio (oficjalna nazwa Estadio José Pinheiro Borba) – stadion piłkarski w Porto Alegre, Rio Grande do Sul, Brazylia, na którym swoje mecze rozgrywa klub SC Internacional.
Swoją oficjalną nazwę zawdzięcza imieniu portugalskiego inżyniera, nadzorującego budowę przez kilka lat, który zmarł jednak przed inauguracją.
Estadio Beira-Rio stanął w miejscu stadionu zwanego Estádio dos Eucaliptos.

## Historia
Stadion powstał dzięki entuzjazmowi klubu oraz kibiców. Wspomagali budowę przynosząc niezbędne materiały, takie jak cegły czy żelazo.
W latach 60. stadion był ironicznie nazywany „Bóia Cativa”, ze względu na przedłużającą się budowę i słabe wyniki drużyny.
Pierwszym strzelcem był zawodnik Internacionale Claudiomiro.

## Mecze Mistrzostwa Świata w Piłce Nożnej 2014
Stadion był areną Mistrzostw Świata w Piłce Nożnej 2014. Odbyły się na nim 4 mecze fazy grupowej oraz mecz fazy 1/8 finału.
| Data            | Godzina     | Reprezentacja    | Wynik | Reprezentacja        | Faza                 | Frekwencja |
| --------------- | ----------- | ---------------- | ----- | -------------------- | -------------------- | ---------- |
| 15 czerwca 2014 | 21:00       | Francja          | 3:0   | Honduras             | Grupa E              | 42 877     |
| 18 czerwca 2014 | 18:00       | Australia        | 2:3   | Holandia             | Grupa B              | 43 012     |
| 22 czerwca 2014 | 21:00       | Korea Południowa | 2:4   | Algieria             | Grupa H              | 42 732     |
| 25 czerwca 2014 | 18:00       | Nigeria          | 2:3   | Argentyna            | Grupa F              | 43 285     |
| 30 czerwca 2014 | 18:00       | Niemcy           | 2:1   | Algieria             | 1/8 finału           | 43 063     |
| Liczba goli     | Liczba goli | Liczba goli      | 22    | Całkowita frekwencja | Całkowita frekwencja | 214 969    |

## Modernizacja
W latach 2010–2014 obiekt przeszedł przebudowę poprzez przybliżenie trybun do boiska i zadaszenie. Wokół stadionu powstało nowe centrum treningowe, hotel, biurowiec, centrum ekspozycyjne, sceny dla szkół samby, przystań, kawiarnie, restauracje, ponad 6200 miejsc parkingowych w różnych lokalizacjach.